# Zamia pseudomonticola
Zamia pseudomonticola là một loài thực vật thuộc họ Zamiaceae. Loài này có ở Costa Rica và Panama. Môi trường sống tự nhiên của chúng là vùng núi ẩm nhiệt đới hoặc cận nhiệt đới. Chúng hiện đang bị đe dọa vì mất môi trường sống.

## Hình ảnh

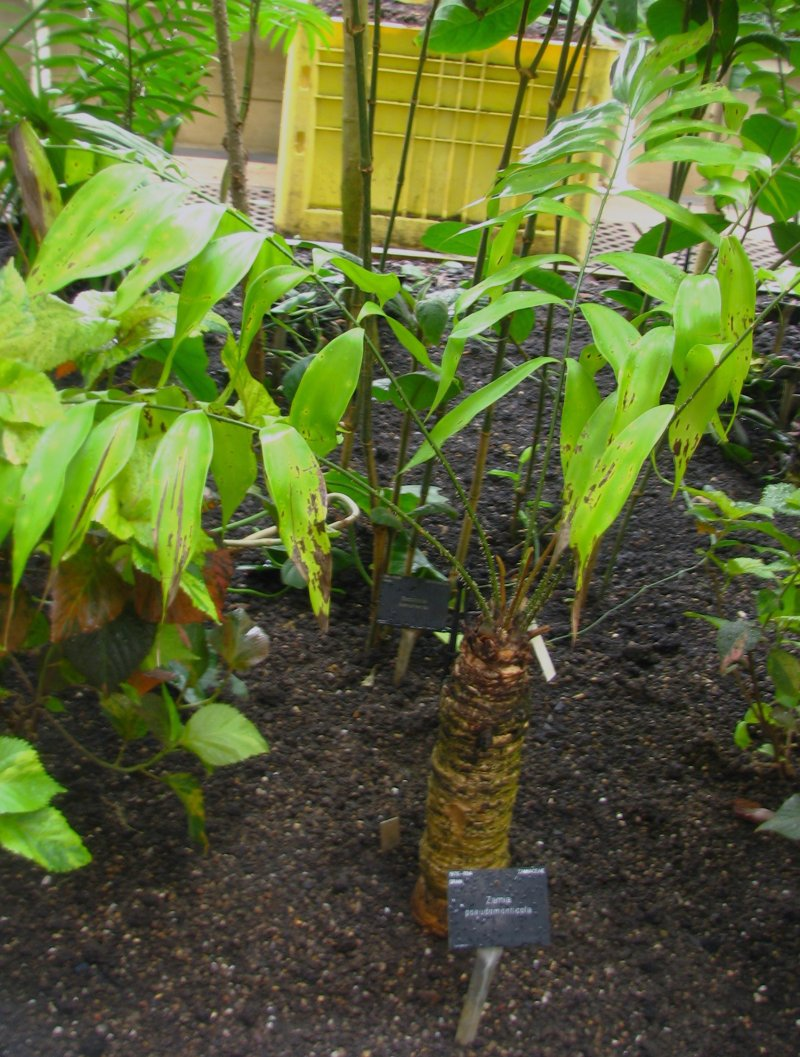